# Lincon
LinCon, av arrangörerna skrivet LinCon står för Linköpings spelkonvent och är ett spelkonvent i Linköping som arrangeras av spelföreningen Dragon's Den som är en fristående studentförening anslutet till Linköpings universitet. Lincon brukar äga rum under Kristi Himmelsfärdshelgen varje år. Konventet arrangerades första gången 1984 under pingsthelgen, då det kom runt 150 personer. Under 2000-talets första decennium deltog mellan 700 och 1000 personer från hela Sverige. Från 2010 och framåt har konventet blivit större samt fått fler besökare. År 2015 kom 1200 stycken, 2018 och 2019 kom det i genomsnitt 1800 personer. Från 2024 har besökarantalet varit på över 2000 unika besökare vilket gör det till ett av Sveriges största konvent. Det spelas alla typer av sällskapsspel, såsom brädspel, kortspel, figurspel, rollspel, lajv, tv-spel, datorspel och andra aktiviteter som filmvisning förekommer.
Under flera år hölls konventet på Anders Ljungstedts gymnasium, men 2003 flyttades det till Linköpings universitet campus Valla. Flera officiella och inofficiella mästerskap som exempelvis SM i Magic the gathering och svenska mästerskap i Ticket To Ride och Settlers of Catan har hållits på LinCon.